# Francisco Castillo Arenas
Francisco Castillo Arenas (Córdoba, España) 1976, es un escritor, profesor e historiador español. Escribe habitualmente con el nombre abreviado de Francisco Castillo. Se dedica principalmente al género de la novela de espionaje y es conocido por haber creado el personaje del agente del CNI Antonio Alba. Es miembro de Letras y espías Club de escritores de espionaje.

## Biografía
Francisco Castillo nació en Córdoba, España en 1976. Se licenció en Historia por la Universidad de Córdoba y amplió estudios en la Universidad de Salamanca y en la UNED. Fue profesor en Estados Unidos y vive actualmente en España, donde ejerce como profesor de Historia. Como historiador ha investigado sobre la Transición española y la Independencia de los Estados Unidos y su relación con España. Como narrador ha cultivado la novela de espionaje, creando al personaje del agente Antonio Alba; y también la narración histórica juvenil. 

## Obra

### Obras de ficción[6]
• Cazar al Capricornio, 2009. Edit. Delibrum Tremens.
• La otra cara de Jano, 2012. Edit. Good Books.
• Historia en cuentos, de la prehistoria al Renacimiento (2017). (Juvenil)
• Historia en cuentos 2. Del Barroco a la actualidad. (2021). (Juvenil)
• El arma perfecta, 2021. Edit. Delibrum Tremens. 
• Titania. Espía adolescente, 2025 (Juvenil)

### Ensayo e investigación[7]
• CASTILLO, F; La expedición del general carlista Gómez en Córdoba: efectos y transcendencia, en Arte, Arqueología e Historia. Nº 22, Córdoba.  (2015-16), pp. 227-234.
• CASTILLO, F; “Perspectiva histórica de la alianza militar con Estados Unidos respecto a Marruecos (1953-2008).” en Isagogé, revista del Instituto Ouróboros de Estudios Científico-Humanísticos,Nº 5 (2008)
• CASTILLO, F; “La contribución hispana a la independencia de los Estados Unidos de América.” en Revista Más Nº 91 (2007)
• CASTILLO, F; “Fundamentos de la educación multicultural en el sistema escolar estadounidense” en Isagogé, revista del Instituto Ouróboros de Estudios Científico-Humanísticos,Nº 4 (2007)
• CASTILLO, F; “Estructura básica del sistema educativo de los EEUU y el papel de las diferentes admin.” en Isagogé, revista del Instituto Ouróboros de Estudios Científico-Humanísticos,Nº 3 (2006)
• CASTILLO, F; “La Sociedad Multicultural: Un reto para los docentes españoles” en Isagogé, revista del Instituto Ouróboros de Estudios Científico-Humanísticos,Nº 2 (2005)
• CASTILLO, F; “Bernardo de Gálvez, el héroe español de EEUU” en Historia de Iberia Vieja. Nº 2 (2005)
• CASTILLO, F; “Polonia un país de la Nueva Europa: Su pasado reciente y sus aspiraciones para el futuro” en Isagogé, revista del Instituto Ouróboros de Estudios Científico-Humanísticos. Nº 1. (2004)
• CASTILLO, F; "El Partido Social Liberal Andaluz, un “toque regionalista para la Unión de Centro Democrático" en Ámbitos, revista de estudios de ciencias sociales y humanidades de Córdoba. Nº 8. (2003)
• CASTILLO, F; "El Andalucismo en Córdoba y provincia durante la transición (1975-1982)" en Ámbitos, revista de estudios de ciencias sociales y humanidades de Córdoba. Nº 5-6. (2002)